# Тистенски мост
Тистенският мост (на гръцки: Γεφύρι Ζιάκα), известен като Турския мост (Τουρκογέφυρο), е каменен мост в Егейска Македония, Гърция.
Мостът е разположен на река Велония, ляв приток на Венетикос на 3 km североизточно от село Зякас (Тиста), като го свързва със селата Мавранеи и Мавронорос, в източните възвишения на Пинд. Изграден е в края на XIX век. Има две дъги, от които по-голямата западна достига 7,50 m. Общата дължина е 40 m, а широчината му е 3,10 m.
В 1995 година мостът е обявен за защитен паметник.